# Saison 2018-2019 des Trail Blazers de Portland
La saison 2018-2019 des Trail Blazers de Portland est la 49e saison de la franchise en NBA.

## Draft
| Tour | Choix | Joueur          | Poste | Nationalité | Provenance  |
| ---- | ----- | --------------- | ----- | ----------- | ----------- |
| 1    | 24    | Anfernee Simons | G     | États-Unis  | IMG Academy |

## Matchs

### Summer League
| Summer League Total: 7-0 |

| Match | Date match | Équipe      | Score   | Meilleur marqueur    | Meilleur rebondeur       | Meilleur passeur         | Lieux Spectateurs    | Série |
| ----- | ---------- | ----------- | ------- | -------------------- | ------------------------ | ------------------------ | -------------------- | ----- |
| 1     | 7 juillet  | Utah        | V 93-78 | Wade Baldwin IV (20) | Caleb Swanigan (13)      | Baldwin IV, Swanigan (5) | Cox Pavilion         | 1 - 0 |
| 2     | 8 juillet  | Atlanta     | V 85-68 | Jake Layman (23)     | Baldwin IV, Swanigan (8) | Wade Baldwin IV (10)     | Thomas & Mack Center | 2 - 0 |
| 3     | 10 juillet | San Antonio | V 95-89 | Gary Trent Jr. (20)  | Caleb Swanigan (9)       | Wade Baldwin IV (9)      | Cox Pavilion         | 3 - 0 |
| 4     | 12 juillet | Atlanta     | V 95-69 | Layman, Simons (20)  | Caleb Swanigan (11)      | Wade Baldwin IV (8)      | Thomas & Mack Center | 4 - 0 |
| 5     | 15 juillet | Boston      | V 95-80 | John Jenkins (25)    | McDaniels, Swanigan (9)  | Wade Baldwin IV (10)     | Thomas & Mack Center | 5 - 0 |
| 6     | 16 juillet | Memphis     | V 97-92 | Caleb Swanigan (21)  | Caleb Swanigan (15)      | Wade Baldwin IV (4)      | Thomas & Mack Center | 6 - 0 |
| 7     | 17 juillet | L.A. Lakers | V 91-73 | K. J. McDaniels (17) | Caleb Swanigan (9)       | Wade Baldwin IV (6)      | Thomas & Mack Center | 7 - 0 |

### Pré-saison
| Pré-saison Total: 3-2 (Domicile : 2-1 ; Extérieur : 1-1) |

| Match | Date match   | Équipe     | Score     | Meilleur marqueur   | Meilleur rebondeur | Meilleur passeur       | Lieux Spectateurs          | Série |
| ----- | ------------ | ---------- | --------- | ------------------- | ------------------ | ---------------------- | -------------------------- | ----- |
| 1     | 29 septembre | @ Toronto  | D 104-122 | Meyers Leonard (14) | Caleb Swanigan (8) | Baldwin IV, Turner (3) | Rogers Arena               | 0 - 1 |
| 2     | 5 octobre    | @ Phoenix  | V 115-93  | Jusuf Nurkić (16)   | Jusuf Nurkić (9)   | Lillard, McCollum (5)  | Talking Stick Resort Arena | 1 – 1 |
| 3     | 7 octobre    | Utah       | D 112-123 | Damian Lillard (23) | Jusuf Nurkić (11)  | Damian Lillard (7)     | Moda Center                | 1 – 2 |
| 4     | 10 octobre   | Phoenix    | V 116-83  | Jake Layman (28)    | Jusuf Nurkić (8)   | Nik Stauskas (5)       | Moda Center                | 2 – 2 |
| 5     | 12 octobre   | Sacramento | V 118-115 | C.J. McCollum (21)  | Zach Collins (10)  | C.J. McCollum (6)      | Moda Center                | 3 – 2 |

### Saison régulière
| Saison régulière Total: 51-29 (Domicile : 31-9 ; Extérieur : 20-20) |

| Match | Date match | Équipe      | Score          | Meilleur marqueur      | Meilleur rebondeur   | Meilleur passeur   | Lieux                   | Série |
| ----- | ---------- | ----------- | -------------- | ---------------------- | -------------------- | ------------------ | ----------------------- | ----- |
| 1     | 18 octobre | L.A. Lakers | V 128-119      | Damian Lillard (28)    | Jusuf Nurkić (9)     | Evan Turner (6)    | Moda Center             | 1 - 0 |
| 2     | 20 octobre | San Antonio | V 121-108      | Damian Lillard (29)    | Harkless, Nurkić (8) | Damian Lillard (9) | Moda Center             | 2 - 0 |
| 3     | 22 octobre | Washington  | D 124-125 (OT) | Damian Lillard (29)    | Jusuf Nurkić (18)    | Damian Lillard (8) | Moda Center             | 2 - 1 |
| 4     | 25 octobre | @ Orlando   | V 128-114      | Damian Lillard (41)    | Al-Farouq Aminu (15) | Evan Turner (7)    | Amway Center            | 3 - 1 |
| 5     | 27 octobre | @ Miami     | D 111-120      | Damian Lillard (42)    | Trois joueurs (7)    | Damian Lillard (6) | American Airlines Arena | 3 - 2 |
| 6     | 29 octobre | @ Indiana   | V 103-93       | Collins, McCollum (17) | Aminu, Swanigan (10) | Nik Stauskas (5)   | Bankers Life Fieldhouse | 4 - 2 |
| 7     | 30 octobre | @ Houston   | V 104-85       | Lillard, Nurkić (22)   | Caleb Swanigan (11)  | Damian Lillard (7) | Toyota Center           | 5 - 2 |

| Match | Date match   | Équipe           | Score     | Meilleur marqueur      | Meilleur rebondeur   | Meilleur passeur     | Lieux                 | Série  |
| ----- | ------------ | ---------------- | --------- | ---------------------- | -------------------- | -------------------- | --------------------- | ------ |
| 8     | 1er novembre | Nouvelle-Orléans | V 132-119 | Damian Lillard (26)    | Al-Farouq Aminu (10) | Evan Turner (7)      | Moda Center           | 6 - 2  |
| 9     | 3 novembre   | L.A. Lakers      | D 110-114 | Lillard, McCollum (30) | Aminu, Nurkić (13)   | Trois joueurs (4)    | Moda Center           | 6 - 3  |
| 10    | 4 novembre   | Minnesota        | V 111-81  | Jusuf Nurkić (19)      | Leonard, Nurkić (12) | Damian Lillard (5)   | Moda Center           | 7 - 3  |
| 11    | 6 novembre   | Milwaukee        | V 118-103 | C.J. McCollum (40)     | Evan Turner (11)     | McCollum, Nurkić (6) | Moda Center           | 8 - 3  |
| 12    | 8 novembre   | L.A. Clippers    | V 116-105 | Damian Lillard (25)    | Collins, Nurkić (9)  | Evan Turner (7)      | Moda Center           | 9 - 3  |
| 13    | 11 novembre  | Boston           | V 100-94  | Damian Lillard (19)    | Jusuf Nurkić (17)    | Damian Lillard (12)  | Moda Center           | 10 - 3 |
| 14    | 14 novembre  | @ L.A. Lakers    | D 117-126 | Damian Lillard (31)    | Jusuf Nurkić (14)    | Damian Lillard (11)  | Staples Center        | 10 - 4 |
| 15    | 16 novembre  | @ Minnesota      | D 96-112  | C.J. McCollum (18)     | Jusuf Nurkić (11)    | Damian Lillard (5)   | Target Center         | 10 - 5 |
| 16    | 18 novembre  | @ Washington     | V 119-109 | Damian Lillard (40)    | Jusuf Nurkić (14)    | Jusuf Nurkić (8)     | Capital One Arena     | 11 - 5 |
| 17    | 20 novembre  | @ New York       | V 118-114 | C.J. McCollum (31)     | Jusuf Nurkić (11)    | Damian Lillard (8)   | Madison Square Garden | 12 - 5 |
| 18    | 21 novembre  | @ Milwaukee      | D 100-143 | Lillard, McCollum (22) | Al-Farouq Aminu (9)  | Damian Lillard (5)   | Fiserv Forum          | 12 - 6 |
| 19    | 23 novembre  | @ Golden State   | D 97-125  | Damian Lillard (23)    | Zach Collins (9)     | Damian Lillard (8)   | Oracle Arena          | 12 - 7 |
| 20    | 25 novembre  | L.A. Clippers    | D 100-104 | Damian Lillard (30)    | Meyers Leonard (16)  | Damian Lillard (4)   | Moda Center           | 12 - 8 |
| 21    | 28 novembre  | Orlando          | V 115-112 | Damian Lillard (41)    | Jusuf Nurkić (13)    | Evan Turner (7)      | Moda Center           | 13 - 8 |
| 22    | 30 novembre  | Denver           | D 112-113 | C.J. McCollum (33)     | Jusuf Nurkić (11)    | Damian Lillard (8)   | Moda Center           | 13 - 9 |

| Match | Date match  | Équipe          | Score          | Meilleur marqueur   | Meilleur rebondeur   | Meilleur passeur    | Lieux                    | Série   |
| ----- | ----------- | --------------- | -------------- | ------------------- | -------------------- | ------------------- | ------------------------ | ------- |
| 23    | 2 décembre  | @ San Antonio   | D 118-131      | Damian Lillard (37) | Al-Farouq Aminu (9)  | Damian Lillard (10) | AT&T Center              | 13 - 10 |
| 24    | 4 décembre  | @ Dallas        | D 102-111      | Damian Lillard (33) | Al-Farouq Aminu (13) | Damian Lillard (8)  | American Airlines Center | 13 - 11 |
| 25    | 6 décembre  | Phoenix         | V 108-86       | Damian Lillard (25) | Jusuf Nurkić (14)    | Damian Lillard (8)  | Moda Center              | 14 - 11 |
| 26    | 8 décembre  | Minnesota       | V 113-105      | Damian Lillard (28) | Jusuf Nurkić (11)    | Damian Lillard (6)  | Moda Center              | 15 - 11 |
| 27    | 11 décembre | @ Houston       | D 104-111      | Damian Lillard (34) | Al-Farouq Aminu (15) | Evan Turner (6)     | Toyota Center            | 15 - 12 |
| 28    | 12 décembre | @ Memphis       | D 83-92        | C.J. McCollum (40)  | Jusuf Nurkić (10)    | Trois joueurs (3)   | FedExForum               | 15 - 13 |
| 29    | 14 décembre | Toronto         | V 128-122      | Damian Lillard (24) | Jusuf Nurkić (9)     | Jusuf Nurkić (7)    | Moda Center              | 16 - 13 |
| 30    | 17 décembre | @ L.A. Clippers | V 131-127      | Damian Lillard (39) | Al-Farouq Aminu (10) | Jusuf Nurkić (7)    | Staples Center           | 17 - 13 |
| 31    | 19 décembre | Memphis         | V 99-92        | Damian Lillard (24) | Trois joueurs (7)    | Lillard, Turner (4) | Moda Center              | 18 - 13 |
| 32    | 21 décembre | Utah            | D 90-120       | Damian Lillard (19) | Jusuf Nurkić (10)    | Jusuf Nurkić (4)    | Moda Center              | 18 - 14 |
| 33    | 23 décembre | Dallas          | V 121-118 (OT) | Damian Lillard (33) | Jusuf Nurkić (12)    | Damian Lillard (7)  | Moda Center              | 19 - 14 |
| 34    | 25 décembre | @ Utah          | D 96-117       | Damian Lillard (20) | Jusuf Nurkić (10)    | Damian Lillard (4)  | Vivint Smart Home Arena  | 19 - 15 |
| 35    | 27 décembre | @ Golden State  | V 110-109 (OT) | Jusuf Nurkić (27)   | Aminu, Nurkić (12)   | Damian Lillard (5)  | Oracle Arena             | 20 - 15 |
| 36    | 29 décembre | Golden State    | D 105-115      | Damian Lillard (40) | Jusuf Nurkić (10)    | Jusuf Nurkić (7)    | Moda Center              | 20 - 16 |
| 37    | 30 décembre | Philadelphie    | V 129-95       | C.J. McCollum (35)  | Aminu, Leonard (8)   | Damian Lillard (5)  | Moda Center              | 21 - 16 |

| Match | Date match  | Équipe           | Score          | Meilleur marqueur   | Meilleur rebondeur   | Meilleur passeur    | Lieux                      | Série   |
| ----- | ----------- | ---------------- | -------------- | ------------------- | -------------------- | ------------------- | -------------------------- | ------- |
| 38    | 1er janvier | @ Sacramento     | V 113-108 (OT) | Damian Lillard (25) | Jusuf Nurkić (23)    | Jusuf Nurkić (7)    | Golden 1 Center            | 22 - 16 |
| 39    | 4 janvier   | Oklahoma City    | D 109-111      | Damian Lillard (23) | Al-Farouq Aminu (15) | Evan Turner (9)     | Moda Center                | 22 - 17 |
| 40    | 5 janvier   | Houston          | V 110-101      | Jusuf Nurkić (25)   | Jusuf Nurkić (15)    | Damian Lillard (12) | Moda Center                | 23 - 17 |
| 41    | 7 janvier   | New York         | V 111-101      | Jusuf Nurkić (20)   | Jake Layman (10)     | Damian Lillard (9)  | Moda Center                | 24 - 17 |
| 42    | 9 janvier   | Chicago          | V 124-112      | C.J. McCollum (24)  | Zach Collins (9)     | Damian Lillard (10) | Moda Center                | 25 - 17 |
| 43    | 11 janvier  | Charlotte        | V 127-96       | C.J. McCollum (30)  | Jusuf Nurkić (11)    | Jusuf Nurkić (8)    | Moda Center                | 26 - 17 |
| 44    | 13 janvier  | @ Denver         | D 113-116      | Damian Lillard (26) | Al-Farouq Aminu (12) | Damian Lillard (7)  | Pepsi Center               | 26 - 18 |
| 45    | 14 janvier  | @ Sacramento     | D 107-115      | Damian Lillard (35) | Aminu, Nurkić (11)   | Lillard, Nurkić (5) | Golden 1 Center            | 26 - 19 |
| 46    | 16 janvier  | Cleveland        | V 129-112      | Damian Lillard (33) | Jusuf Nurkić (10)    | Jusuf Nurkić (10)   | Moda Center                | 27 - 19 |
| 47    | 18 janvier  | Nouvelle-Orléans | V 128-112      | Damian Lillard (24) | Jusuf Nurkić (12)    | Damian Lillard (8)  | Moda Center                | 28 - 19 |
| 48    | 21 janvier  | @ Utah           | V 109-104      | Damian Lillard (26) | Trois joueurs (8)    | Damian Lillard (8)  | Vivint Smart Home Arena    | 29 - 19 |
| 49    | 22 janvier  | @ Oklahoma City  | D 114-123      | Damian Lillard (34) | Jusuf Nurkić (15)    | Damian Lillard (8)  | Chesapeake Energy Arena    | 29 - 20 |
| 50    | 24 janvier  | @ Phoenix        | V 120-106      | Damian Lillard (24) | Jusuf Nurkić (9)     | Evan Turner (7)     | Talking Stick Resort Arena | 30 - 20 |
| 51    | 26 janvier  | Atlanta          | V 120-111      | C.J. McCollum (28)  | C.J. McCollum (10)   | C.J. McCollum (10)  | Moda Center                | 31 - 20 |
| 52    | 30 janvier  | Utah             | V 132-105      | Damian Lillard (36) | Collins, Lillard (8) | Damian Lillard (11) | Moda Center                | 32 - 20 |

| Match                  | Date match | Équipe          | Score     | Meilleur marqueur   | Meilleur rebondeur    | Meilleur passeur    | Lieux                    | Série   |
| ---------------------- | ---------- | --------------- | --------- | ------------------- | --------------------- | ------------------- | ------------------------ | ------- |
| 53                     | 5 février  | Miami           | D 108-118 | C.J. McCollum (33)  | Jake Layman (8)       | Damian Lillard (10) | Moda Center              | 32 - 21 |
| 54                     | 7 février  | San Antonio     | V 127-118 | C.J. McCollum (30)  | C.J. McCollum (9)     | Damian Lillard (9)  | Moda Center              | 33 - 21 |
| 55                     | 10 février | @ Dallas        | D 101-102 | Damian Lillard (30) | Jusuf Nurkić (10)     | Evan Turner (7)     | American Airlines Center | 33 - 22 |
| 56                     | 11 février | @ Oklahoma City | D 111-120 | Damian Lillard (31) | Jusuf Nurkić (12)     | Damian Lillard (6)  | Moda Center              | 33 - 23 |
| 57                     | 13 février | Golden State    | V 129-107 | Damian Lillard (29) | Jusuf Nurkić (11)     | Damian Lillard (8)  | Moda Center              | 34 - 23 |
| NBA All-Star Game 2019 |            |                 |           |                     |                       |                     |                          |         |
| 58                     | 21 février | @ Brooklyn      | V 113-99  | Jusuf Nurkić (27)   | Jusuf Nurkić (12)     | Damian Lillard (8)  | Barclays Center          | 35 - 23 |
| 59                     | 23 février | @ Philadelphie  | V 130-115 | Jusuf Nurkić (24)   | Jake Layman (11)      | Damian Lillard (8)  | Wells Fargo Center       | 36 - 23 |
| 60                     | 25 février | @ Cleveland     | V 123-110 | C.J. McCollum (35)  | Harkless, Nurkić (8)  | Damian Lillard (8)  | Quicken Loans Arena      | 37 - 23 |
| 61                     | 27 février | @ Boston        | V 97-92   | Damian Lillard (33) | Maurice Harkless (10) | Damian Lillard (4)  | TD Garden                | 38 - 23 |

| Match | Date match | Équipe             | Score           | Meilleur marqueur   | Meilleur rebondeur   | Meilleur passeur      | Lieux                | Série   |
| ----- | ---------- | ------------------ | --------------- | ------------------- | -------------------- | --------------------- | -------------------- | ------- |
| 62    | 1er mars   | @ Toronto          | D 117-119       | C.J. McCollum (35)  | Damian Lillard (8)   | Damian Lillard (6)    | Scotiabank Arena     | 38 - 24 |
| 63    | 3 mars     | @ Charlotte        | V 118-108       | Rodney Hood (27)    | Jusuf Nurkić (15)    | McCollum, Nurkić (6)  | Spectrum Center      | 39 - 24 |
| 64    | 5 mars     | @ Memphis          | D 111-120       | C.J. McCollum (27)  | Jusuf Nurkić (10)    | Jusuf Nurkić (9)      | FedExForum           | 39 - 25 |
| 65    | 7 mars     | Oklahoma City      | D 121-129 (OT)  | Damian Lillard (51) | Jusuf Nurkić (17)    | Damian Lillard (9)    | Moda Center          | 39 - 26 |
| 66    | 9 mars     | Phoenix            | V 127-120       | C.J. McCollum (26)  | Jusuf Nurkić (9)     | Damian Lillard (9)    | Moda Center          | 40 - 26 |
| 67    | 12 mars    | @ L.A. Clippers    | V 125-104       | C.J. McCollum (35)  | Jusuf Nurkić (12)    | Damian Lillard (12)   | Staples Center       | 41 - 26 |
| 68    | 15 mars    | @ Nouvelle-Orléans | V 122-110       | Damian Lillard (24) | Jusuf Nurkić (12)    | Damian Lillard (7)    | Smoothie King Center | 42 - 26 |
| 69    | 16 mars    | @ San Antonio      | D 103-108       | Damian Lillard (34) | Jusuf Nurkić (16)    | McCollum, Lillard (5) | AT&T Center          | 42 - 27 |
| 70    | 18 mars    | Indiana            | V 106-98        | Damian Lillard (30) | Jusuf Nurkić (11)    | Damian Lillard (15)   | Moda Center          | 43 - 27 |
| 71    | 20 mars    | Dallas             | V 126-118       | Damian Lillard (33) | Kanter, Nurkić (10)  | Damian Lillard (12)   | Moda Center          | 44 - 27 |
| 72    | 23 mars    | Détroit            | V 119-112       | Damian Lillard (28) | Kanter, Aminu (7)    | Damian Lillard (9)    | Moda Center          | 45 - 27 |
| 73    | 25 mars    | Brooklyn           | V 148-144 (2OT) | Jusuf Nurkić (32)   | Jusuf Nurkić (16)    | Damian Lillard (12)   | Moda Center          | 46 - 27 |
| 74    | 27 mars    | @ Chicago          | V 118-98        | Seth Curry (20)     | Al-Farouq Aminu (11) | Evan Turner (8)       | United Center        | 47 - 27 |
| 75    | 29 mars    | @ Atlanta          | V 118-98        | Damian Lillard (36) | Al-Farouq Aminu (11) | Damian Lillard (7)    | State Farm Arena     | 48 - 27 |
| 76    | 30 mars    | @ Détroit          | D 90-99         | Damian Lillard (23) | Enes Kanter (15)     | Trois joueurs (3)     | Little Caesars Arena | 48 - 28 |

| Match | Date match | Équipe        | Score     | Meilleur marqueur     | Meilleur rebondeur   | Meilleur passeur     | Lieux          | Série   |
| ----- | ---------- | ------------- | --------- | --------------------- | -------------------- | -------------------- | -------------- | ------- |
| 77    | 1er avril  | @ Minnesota   | V 132-122 | Rodney Hood (21)      | Kanter, Turner (11)  | Damian Lillard (12)  | Target Center  | 49 - 28 |
| 78    | 3 avril    | Memphis       | V 116-89  | Enes Kanter (21)      | Enes Kanter (15)     | Evan Turner (11)     | Moda Center    | 50 - 28 |
| 79    | 5 avril    | @ Denver      | D 110-119 | Enes Kanter (24)      | Al-Farouq Aminu (14) | Damian Lillard (8)   | Pepsi Center   | 50 - 29 |
| 80    | 7 avril    | Denver        | V 115-108 | Damian Lillard (30)   | Enes Kanter (13)     | McCollum, Turner (6) | Moda Center    | 51 - 29 |
| 81    | 9 avril    | @ L.A. Lakers | V 104-101 | Maurice Harkless (26) | Enes Kanter (16)     | Damian Lillard (8)   | Staples Center | 52 - 29 |
| 82    | 10 avril   | Sacramento    | V 136-131 | Anfernee Simons (37)  | Skal Labissière (15) | Anfernee Simons (9)  | Moda Center    | 53 - 29 |

### Playoffs
| Playoffs Total: 8-8 (Domicile : 5-3 ; Extérieur : 3-5) |

| Match | Date match | Équipe          | Score     | Meilleur marqueur   | Meilleur rebondeur    | Meilleur passeur   | Lieux Spectateurs       | Série |
| ----- | ---------- | --------------- | --------- | ------------------- | --------------------- | ------------------ | ----------------------- | ----- |
| 1     | 13         | Oklahoma City   | V 104-99  | Damian Lillard (30) | Enes Kanter (18)      | Damian Lillard (4) | Moda Center             | 1 - 0 |
| 2     | 16 mai     | Oklahoma City   | V 114-94  | C.J. McCollum (33)  | Maurice Harkless (9)  | Damian Lillard (6) | Moda Center             | 2 - 0 |
| 3     | 19 mai     | @ Oklahoma City | D 108-120 | Damian Lillard (32) | Al-Farouq Aminu (9)   | C.J. McCollum (7)  | Chesapeake Energy Arena | 2 - 1 |
| 4     | 21 mai     | @ Oklahoma City | V 111-98  | C.J. McCollum (27)  | Maurice Harkless (10) | Damian Lillard (8) | Chesapeake Energy Arena | 3 - 1 |
| 5     | 23 mai     | Oklahoma City   | V 118-115 | Damian Lillard (50) | Enes Kanter (13)      | Damian Lillard (6) | Moda Center             | 4 - 1 |

| Match | Date match | Équipe   | Score           | Meilleur marqueur   | Meilleur rebondeur   | Meilleur passeur   | Lieux Spectateurs | Série |
| ----- | ---------- | -------- | --------------- | ------------------- | -------------------- | ------------------ | ----------------- | ----- |
| 1     | 29 avril   | @ Denver | D 113-121       | Damian Lillard (39) | Aminu, Turner (8)    | Damian Lillard (6) | Pepsi Center      | 0 - 1 |
| 2     | 1er mai    | @ Denver | V 97-90         | C.J. McCollum (20)  | Al-Farouq Aminu (10) | C.J. McCollum (6)  | Pepsi Center      | 1 - 1 |
| 3     | 3 mai      | Denver   | V 140-137 (OT4) | C.J. McCollum (41)  | Enes Kanter (15)     | Damian Lillard (8) | Moda Center       | 2 - 1 |
| 4     | 5 mai      | Denver   | D 112-126       | C.J. McCollum (29)  | Enes Kanter (10)     | Damian Lillard (7) | Moda Center       | 2 - 2 |
| 5     | 7 mai      | @ Denver | D 98-124        | Damian Lillard (22) | Enes Kanter (8)      | Damian Lillard (4) | Pepsi Center      | 2 - 3 |
| 6     | 9 mai      | Denver   | V 119-108       | Damian Lillard (33) | Enes Kanter (14)     | Evan Turner (7)    | Moda Center       | 3 - 3 |
| 7     | 12 mai     | @ Denver | V 100-96        | C.J. McCollum (37)  | Enes Kanter (13)     | Damian Lillard (8) | Pepsi Center      | 4 - 3 |

| Match | Date match | Équipe         | Score          | Meilleur marqueur   | Meilleur rebondeur  | Meilleur passeur    | Lieux Spectateurs | Série |
| ----- | ---------- | -------------- | -------------- | ------------------- | ------------------- | ------------------- | ----------------- | ----- |
| 1     | 14 mai     | @ Golden State | D 94-116       | Damian Lillard (19) | Enes Kanter (16)    | Damian Lillard (6)  | Oracle Arena      | 0 - 1 |
| 2     | 16 mai     | @ Golden State | D 111-114      | Damian Lillard (23) | Aminu, Leonard (6)  | Damian Lillard (10) | Oracle Arena      | 0 - 2 |
| 3     | 18 mai     | Golden State   | D 99-110       | C.J. McCollum (23)  | Zach Collins (8)    | Damian Lillard (6)  | Moda Center       | 0 - 3 |
| 4     | 20 mai     | Golden State   | D 117-119 (OT) | Meyers Leonard (30) | Meyers Leonard (12) | Damian Lillard (12) | Moda Center       | 0 - 4 |

### Confrontations en saison régulière
| Conférence Est      | Conférence Est                              | Conférence Est                              | Conférence Ouest                            | Conférence Ouest                            | Conférence Ouest                            | Conférence Ouest                            | Conférence Ouest                            |
| Division Atlantique | Division Atlantique                         | Division Atlantique                         | Division Nord-Ouest                         | Division Nord-Ouest                         | Division Nord-Ouest                         | Division Nord-Ouest                         | Division Nord-Ouest                         |
| Équipe              | Domicile                                    | Extérieur                                   | Équipe                                      | Domicile                                    | Domicile                                    | Extérieur                                   | Extérieur                                   |
| ------------------- | ------------------------------------------- | ------------------------------------------- | ------------------------------------------- | ------------------------------------------- | ------------------------------------------- | ------------------------------------------- | ------------------------------------------- |
| Boston              | 100-94                                      | 97-92                                       | Denver                                      | 112-113                                     | 115-108                                     | 113-116                                     | 110-119                                     |
| Brooklyn            | 148-144 (2OT)                               | 113-99                                      | Minnesota                                   | 111-81                                      | 113-105                                     | 96-112                                      | 132-122                                     |
| New York            | 111-101                                     | 118-114                                     | Oklahoma City                               | 109-111                                     | 121-129 (OT)                                | 114-123                                     | 111-120                                     |
| Philadelphie        | 129-95                                      | 130-115                                     |                                             |                                             |                                             |                                             |                                             |
| Toronto             | 128-122                                     | 117-119                                     | Utah                                        | 90-120                                      | 132-105                                     | 96-117                                      | 109-104                                     |
|                     | 5–0                                         | 4–1                                         |                                             | 4–4                                         | 4–4                                         | 2–6                                         | 2–6                                         |
| Division            | 9–1                                         | 9–1                                         | Division                                    | 6–10                                        | 6–10                                        | 6–10                                        | 6–10                                        |
| Division Atlantique | Division Atlantique                         | Division Atlantique                         | Division Nord-Ouest                         | Division Nord-Ouest                         | Division Nord-Ouest                         | Division Nord-Ouest                         | Division Nord-Ouest                         |
| Équipe              | Domicile                                    | Extérieur                                   | Équipe                                      | Domicile                                    | Domicile                                    | Extérieur                                   | Extérieur                                   |
| Chicago             | 124-112                                     | 118-98                                      | Golden State                                | 105-115                                     | 129-107                                     | 97-125                                      | 110-109 (OT)                                |
| Cleveland           | 129-112                                     | 123-110                                     | L.A. Clippers                               | 116-105                                     | 100-104                                     | 131-127                                     | 125-104                                     |
| Detroit             | 119-112                                     | 90-99                                       | L.A. Lakers                                 | 128-119                                     | 110-114                                     | 117-126                                     | 104-101                                     |
| Indiana             | 106-98                                      | 103-93                                      | Phoenix                                     | 108-86                                      | 127-120                                     | 120-106                                     |                                             |
| Milwaukee           | 118-103                                     | 100-143                                     | Sacramento                                  | 136-131                                     |                                             | 113-108 (OT)                                | 107-115                                     |
|                     | 5–0                                         | 3–2                                         |                                             | 6–3                                         | 6–3                                         | 6–3                                         | 6–3                                         |
| Division            | 8–2                                         | 8–2                                         | Division                                    | 12–6                                        | 12–6                                        | 12–6                                        | 12–6                                        |
| Division Atlantique | Division Atlantique                         | Division Atlantique                         | Division Nord-Ouest                         | Division Nord-Ouest                         | Division Nord-Ouest                         | Division Nord-Ouest                         | Division Nord-Ouest                         |
| Équipe              | Domicile                                    | Extérieur                                   | Équipe                                      | Domicile                                    | Domicile                                    | Extérieur                                   | Extérieur                                   |
| Atlanta             | 120-111                                     | 118-98                                      | Dallas                                      | 121-118 (OT)                                | 126-118                                     | 102-111                                     | 101-102                                     |
| Charlotte           | 127-96                                      | 118-108                                     | Houston                                     | 110-101                                     |                                             | 104-85                                      | 104-111                                     |
| Miami               | 108-118                                     | 111-120                                     | Memphis                                     | 99-92                                       | 116-89                                      | 83-92                                       | 111-120                                     |
| Orlando             | 115-112                                     | 128-114                                     | New Orleans                                 | 132-119                                     | 128-112                                     | 122-110                                     |                                             |
| Washington          | 124-125 (OT)                                | 119-109                                     | San Antonio                                 | 121-108                                     | 127-118                                     | 118-131                                     | 103-108                                     |
|                     | 3–2                                         | 4–1                                         |                                             | 9–0                                         | 9–0                                         | 2–7                                         | 2–7                                         |
| Division            | 7–3                                         | 7–3                                         | Division                                    | 11–7                                        | 11–7                                        | 11–7                                        | 11–7                                        |
| Conférence          | 24–6 (Domicile : 13–2 ; Extérieur : 11–4)   | 24–6 (Domicile : 13–2 ; Extérieur : 11–4)   | Conférence                                  | 28–23 (Domicile : 19–7 ; Extérieur : 10–16) | 28–23 (Domicile : 19–7 ; Extérieur : 10–16) | 28–23 (Domicile : 19–7 ; Extérieur : 10–16) | 28–23 (Domicile : 19–7 ; Extérieur : 10–16) |
| Total               | 53–29 (Domicile : 32–9 ; Extérieur : 21–20) | 53–29 (Domicile : 32–9 ; Extérieur : 21–20) | 53–29 (Domicile : 32–9 ; Extérieur : 21–20) | 53–29 (Domicile : 32–9 ; Extérieur : 21–20) | 53–29 (Domicile : 32–9 ; Extérieur : 21–20) | 53–29 (Domicile : 32–9 ; Extérieur : 21–20) | 53–29 (Domicile : 32–9 ; Extérieur : 21–20) |

## Classements de la saison régulière
| Conférence Ouest | Conférence Ouest                | Conférence Ouest | Conférence Ouest | Conférence Ouest | Conférence Ouest | Conférence Ouest | Conférence Ouest |
| No               | Franchise                       | Vic.             | Def.             | MJ               | V/D              | GB               |                  |
| ---------------- | ------------------------------- | ---------------- | ---------------- | ---------------- | ---------------- | ---------------- | ---------------- |
| 1                | Warriors de Golden State T      | 57               | 25               | 82               | .695             | –                |                  |
| 2                | Nuggets de Denver               | 54               | 28               | 82               | .659             | 3                |                  |
| 3                | Trail Blazers de Portland       | 53               | 29               | 82               | .646             | 4                |                  |
| 4                | Rockets de Houston              | 53               | 29               | 82               | .646             | 4                |                  |
| 5                | Jazz de l'Utah                  | 50               | 32               | 82               | .610             | 7                |                  |
| 6                | Thunder d'Oklahoma City         | 49               | 33               | 82               | .598             | 8                |                  |
| 7                | Spurs de San Antonio            | 48               | 34               | 82               | .585             | 9                |                  |
| 8                | Clippers de Los Angeles         | 48               | 34               | 82               | .585             | 9                |                  |
|                  |                                 |                  |                  |                  |                  |                  |                  |
| 9                | Kings de Sacramento             | 39               | 43               | 82               | .476             | 18               |                  |
| 10               | Lakers de Los Angeles           | 37               | 45               | 82               | .451             | 20               |                  |
| 11               | Timberwolves du Minnesota       | 36               | 46               | 82               | .439             | 21               |                  |
| 12               | Grizzlies de Memphis            | 33               | 49               | 82               | .402             | 24               |                  |
| 13               | Pelicans de La Nouvelle-Orléans | 33               | 49               | 82               | .402             | 24               |                  |
| 14               | Mavericks de Dallas             | 33               | 49               | 82               | .402             | 24               |                  |
| 15               | Suns de Phoenix                 | 19               | 63               | 82               | .232             | 38               |                  |

| Division Nord-Ouest            | V  | D  | MJ | V/D  | GB | Dom   | Ext   | Div  |
| ------------------------------ | -- | -- | -- | ---- | -- | ----- | ----- | ---- |
| Nuggets de Denver (2)          | 54 | 28 | 82 | .659 | –  | 34–7  | 20–21 | 12–4 |
| Trail Blazers de Portland (3)  | 53 | 29 | 82 | .646 | 1  | 32–9  | 21–20 | 6–10 |
| Jazz de l'Utah (5)             | 50 | 32 | 82 | .610 | 4  | 29-12 | 21–20 | 8–8  |
| Thunder d'Oklahoma City (6)    | 49 | 33 | 82 | .598 | 5  | 27–14 | 22–19 | 9–7  |
| Timberwolves du Minnesota (11) | 36 | 44 | 82 | .439 | 18 | 25–16 | 11–30 | 5–11 |

## Effectif

### Effectif actuel
| Trail Blazers de Portland Effectif actuel                      |    |                                  |                     |               |
| Entraîneur : Terry Stotts                                      |    |                                  |                     |               |
| Ailier / Ailier fort                                           | 8  | /                                | Al-Farouq Aminu     | Wake Forest   |
| Ailier fort / Pivot                                            | 33 | Drapeau des États-Unis           | Zach Collins        | Gonzaga       |
| Meneur / Arrière                                               | 31 | Drapeau des États-Unis           | Seth Curry          | Duke          |
| Ailier                                                         | 4  | /                                | Maurice Harkless    | St. John's    |
| Arrière / Ailier                                               | 5  | Drapeau des États-Unis           | Rodney Hood         | Duke          |
| Pivot                                                          | 00 | Drapeau de la Turquie            | Enes Kanter         | Fenerbahçe SK |
| Ailier fort / Pivot                                            | 17 | Drapeau d'Haïti                  | Skal Labissière     | Kentucky      |
| Ailier                                                         | 10 | Drapeau des États-Unis           | Jake Layman         | Maryland      |
| Pivot                                                          | 11 | Drapeau des États-Unis           | Meyers Leonard      | Illinois      |
| Meneur                                                         | 0  | Drapeau des États-Unis           | Damian Lillard (C)  | Weber State   |
| Arrière                                                        | 3  | Drapeau des États-Unis           | C.J. McCollum       | Lehigh        |
| Pivot                                                          | 27 | Drapeau de la Bosnie-Herzégovine | Jusuf Nurkić        | KK Cedevita   |
| Arrière                                                        | 24 | Drapeau des États-Unis           | Anfernee Simons (R) | IMG Academy   |
| Arrière                                                        | 9  | Drapeau des États-Unis           | Gary Trent Jr. (R)  | Duke          |
| Arrière / Ailier                                               | 1  | Drapeau des États-Unis           | Evan Turner         | Ohio State    |
| (C) - Capitaine, (R) - Rookie, (TW) - Two-way contract, Blessé |    |                                  |                     |               |

## Transactions

### Échanges
| 21 juin 2018 (Jour de la draft) | A Trail Blazers de PortlandDroits sur Gary Trent Jr. (#37) | A Kings de SacramentoSecond tour de draft 2019 (des Lakers ou Minnesota) Second tour de draft 2021 (de Miami) Compensation financière de 1 500 000 $ |
| 3 février 2019                  | A Trail Blazers de PortlandRodney Hood                     | A Cavaliers de ClevelandWade Baldwin IV Nik Stauskas Second tour de draft 2021 Second tour de draft 2023                                             |
| 7 février 2019                  | A Trail Blazers de PortlandSkal Labissière                 | A Kings de SacramentoCaleb Swanigan |

### Joueurs qui re-signent
| Date       | Joueur       | Contrat                                                  |
| ---------- | ------------ | -------------------------------------------------------- |
| 08/07/2018 | Jusuf Nurkić | Contrat partiellement garanti de 54 000 000 $ sur 4 ans. |

### Options dans les contrats
| Date       | Joueur         | Option                                                                       |
| ---------- | -------------- | ---------------------------------------------------------------------------- |
| 15/10/2018 | Zach Collins   | Portland active son option d'équipe de 4 240 200 $ pour la saison 2019-2020. |
| 15/10/2018 | Caleb Swanigan | Portland active son option d'équipe de 2 033 160 $ pour la saison 2019-2020. |

### Arrivés

#### Draft
| Date       | Joueur          | Contrat                                   | Provenance                 |
| ---------- | --------------- | ----------------------------------------- | -------------------------- |
| 02/07/2018 | Anfernee Simons | Contrat rookie de 10 175 938 $ sur 4 ans. | IMG Academy                |
| 06/07/2018 | Gary Trent Jr.  | Contrat de 3 919 177 $ sur 3 ans.         | Blue Devils de Duke (NCAA) |

#### Agents libres
| Date       | Joueur       | Contrat                          | Provenance          |
| ---------- | ------------ | -------------------------------- | ------------------- |
| 05/07/2018 | Nik Stauskas | Contrat de 1 621 415 $ sur 1 an. | Brooklyn Nets       |
| 06/07/2018 | Seth Curry   | Contrat de 2 795 000 $ sur 1 an. | Mavericks de Dallas |

#### Camps d'entraînement
| Date       | Joueur         | Contrat                             | Provenance                            |
| ---------- | -------------- | ----------------------------------- | ------------------------------------- |
| 04/09/2018 | Chinanu Onuaku | Contrat non garanti de 1 512 601 $. | Mavericks de Dallas                   |
| 04/09/2018 | Gary Payton II | Contrat non garanti de 1 512 601 $. | Lakers de Los Angeles                 |
| 04/09/2018 | Cameron Oliver | Contrat non garanti de 838 464 $.   | Blue Coats du Delaware (NBA G-League) |

### Départs

#### Agents libres
| Date       | Joueur          | Nouvelle équipe ¹   |
| ---------- | --------------- | ------------------- |
| 17/07/2018 | Shabazz Napier  | Nets de Brooklyn    |
| 23/07/2018 | Ed Davis        | Nets de Brooklyn    |
| 01/08/2018 | Pat Connaughton | Bucks de Milwaukee  |
| 03/08/2018 | C. J. Wilcox    | Pacers de l'Indiana |

¹ Il s'agit de l’équipe pour laquelle le joueur a signé après son départ, il a pu entre-temps changer d'équipe ou encore de pays.

#### Joueurs coupés
| Date       | Joueur             | Nouvelle équipe ¹ |
| ---------- | ------------------ | ----------------- |
| 17/07/2018 | Yórgos Papayiánnis | Panathinaïkos     |

¹ Il s'agit de l’équipe pour laquelle le joueur a signé après son départ, il a pu entre-temps changer d'équipe ou encore de pays.

### Joueurs "agents libres" à la fin de la saison
| Joueur          | Fin de saison         |
| --------------- | --------------------- |
| Al-Farouq Aminu | Agent libre           |
| Rodney Hood     | Agent libre           |
| Seth Curry      | Agent libre           |
| Jake Layman     | Agent libre restreint |

## Récompenses
| Date                     | Joueur         | Récompense                                     |
| ------------------------ | -------------- | ---------------------------------------------- |
| 5 novembre – 11 novembre | C.J. McCollum  | Joueur de la semaine dans la conférence Ouest. |
| 17 février               | Damian Lillard | ☆ All-Star 2019 ☆                              |
| 25 mars – 31 mars        | Damian Lillard | Joueur de la semaine dans la conférence Ouest. |